# Liste der Kulturdenkmale in Baalsdorf
Die Liste der Kulturdenkmale in Baalsdorf enthält die Kulturdenkmale des Leipziger Ortsteils Baalsdorf, die in der Denkmalliste vom Landesamt für Denkmalpflege Sachsen mit Stand 2017 erfasst wurden.

## Legende
- Bild: Bild des Kulturdenkmals, ggf. zusätzlich mit einem Link zu weiteren Fotos des Kulturdenkmals im Medienarchiv Wikimedia Commons. Wenn man auf das Kamerasymbol klickt, können Fotos zu Kulturdenkmalen aus dieser Liste hochgeladen werden:
- Bezeichnung: Denkmalgeschützte Objekte und ggf. Bauwerksname des Kulturdenkmals
- Lage: Straßenname und Hausnummer oder Flurstücknummer des Kulturdenkmals. Die Grundsortierung der Liste erfolgt nach dieser Adresse. Der Link (Karte) führt zu verschiedenen Kartendiensten mit der Position des Kulturdenkmals. Fehlt dieser Link, wurden die Koordinaten noch nicht eingetragen. Sind diese bekannt, können sie über ein Tool mit einer Kartenansicht einfach nachgetragen werden. In dieser Kartenansicht sind Kulturdenkmale ohne Koordinaten mit einem roten bzw. orangen Marker dargestellt und können durch Verschieben auf die richtige Position in der Karte mit Koordinaten versehen werden. Kulturdenkmale ohne Bild sind an einem blauen bzw. roten Marker erkennbar.
- Datierung: Baubeginn, Fertigstellung, Datum der Erstnennung oder grobe zeitliche Einordnung entsprechend des Eintrags in der sächsischen Denkmaldatenbank
- Beschreibung: Kurzcharakteristik des Kulturdenkmals entsprechend des Eintrags in der sächsischen Denkmaldatenbank, ggf. ergänzt durch die dort nur selten veröffentlichten Erfassungstexte oder zusätzliche Informationen
- ID: Vom Landesamt für Denkmalpflege Sachsen vergebene, das Kulturdenkmal eindeutig identifizierende Objekt-Nummer. Der Link führt zum PDF-Denkmaldokument des Landesamtes für Denkmalpflege Sachsen. Bei ehemaligen Kulturdenkmalen können die Objektnummern unbekannt sein und deshalb fehlen bzw. die Links von aus der Datenbank entfernten Objektnummern ins Leere führen. Ein ggf. vorhandenes Icon  führt zu den Angaben des Kulturdenkmals bei Wikidata.

## Liste der Kulturdenkmale in Baalsdorf
| Bild                                    | Bezeichnung | Lage                                 | Datierung                                                                       | Beschreibung | ID       |
| --------------------------------------- | --- | ------------------------------------ | ------------------------------------------------------------------------------- | --- | -------- |
| Weitere Bilder                          | Transformatorenturm | Baalsdorfer Anger (Karte)            | 1910 (Transformatorenstation)                                                   | mit tiefgezogenem Mansarddach, Biberschwanzdeckung, straßenbildprägendes technisches Denkmal, Bedeutung für die Ortsgeschichte | 08970448 |
| Weitere Bilder                          | Kirche (mit Ausstattung), Kirchhof mit barockem Grabstein und Denkmal für die Gefallenen des 1. Weltkrieges sowie Teile der Einfriedungsmauer                    | Baalsdorfer Anger (Karte)            | um 1200 (Kirche), 1748 (Kanzel), 1748 (Taufe), 1748 (Altar), um 1500 (Kruzifix) | im Kern romanische Chorturmkirche, städtebaulich bzw. siedlungstypologisch und das Ortsbild prägend in der Mitte des erhaltenen Angers von hohem Interesse, baugeschichtlich und ortsentwicklungsgeschichtlich von Bedeutung, Erinnerungswert | 08970211 |
| Weitere Bilder                          | Wohnhaus (Nr. 2), daran angebautes Seitengebäude, Scheune, Auszugshaus (Nr. 4), daran angebautes Seitengebäude, Vorgarten und Hofpflasterung eines Dreiseithofes | Baalsdorfer Anger 2; 4 (Karte)       | 19. Jh. (Bauernhaus)                                                            | Wohnhaus Putzfassade, geschlossen erhaltene Hofanlage am Beginn des Dorfangers mit städtebaulichem Wert, baugeschichtlich von Bedeutung | 08970208 |
| Weitere Bilder                          | Pfarrhaus mit Vorgarten | Baalsdorfer Anger 10 (Karte)         | um 1900 (Pfarrhaus)                                                             | Putzfassade mit profilierten Fenstergewänden, im Innern schmiedeeisernes Treppengeländer, Gebäude von ortsgeschichtlicher Bedeutung | 08970209 |
| Weitere Bilder                          | Scheune eines Bauernhofes | Baalsdorfer Anger 22 (Karte)         | 19. Jh. (Scheune)                                                               | Putzfassade, eine den Ort nach außen abschließende ortstypische Scheune (schließt an Scheune Nummer 24 an) mit ortsbildgestaltendem und baugeschichtlichem Wert | 08970468 |
| Weitere Bilder                          | Wohnhaus, daran angebautes Seitengebäude, Scheune, Toranlage (mit Pforte) und Einfriedung mit Vorgarten eines Bauernhofes                                        | Baalsdorfer Anger 24 (Karte)         | 19. Jh. (Bauernhaus)                                                            | Wohnhaus Putzfassade und hofseitig Fachwerk-Obergeschoss, repräsentative Hofanlage in unmittelbarer Nähe zum Angerteich, Scheune bauliche Einheit mit Scheune Nummer 22, ortsbildgestaltend, baugeschichtlich und ortsentwicklungsgeschichtlich von Bedeutung | 08970210 |
| Weitere Bilder                          | Scheune, Seitengebäude und Vorgarten mit Einfriedung eines Bauernhofes                                                                                           | Baalsdorfer Anger 26 (Karte)         | Ende 19. Jh. (Scheune)                                                          | ortstypische Gebäude am Dorfanger, baugeschichtlich und wirtschaftsgeschichtlich von Bedeutung | 08970213 |
| Weitere Bilder                          | Scheune, Toreinfahrt und Pforte eines Bauernhofes | Baalsdorfer Anger 28 (Karte)         | Ende 19. Jh. (Scheune)                                                          | Putzfassade und Satteldach, letzter gut erhaltener Bestandteil eines ehemaligen Gehöftes, schließt das Dorf nach außen ab, baugeschichtlich und ortsentwicklungsgeschichtlich und landschaftsgestaltend von Wert | 08970212 |
| Weitere Bilder                          | Wohnhaus, Seitengebäude, Scheune, Auszugshaus und daran angebautes Seitengebäude, Hofpflasterung, Toranlage sowie Einfriedung mit Vorgarten eines Vierseithofes  | Baalsdorfer Anger 36 (Karte)         | bezeichnet 1870 (Bauernhaus), Ende 19. Jh. (Scheune)                            | traufständiges Wohnhaus mit Putzfassade und Satteldach, Scheune gelber Klinker, drei Sandsteinpfeiler der Toreinfahrt und Porphyrpfeiler der Vorgarteneinfriedung, komplett erhaltene Hofanlage, ortsentwicklungsgeschichtlich und baugeschichtlich von Bedeutung, ortsbildgestaltend | 08970214 |
| Weitere Bilder                          | Wohnhaus, zwei Seitengebäude, Hofpflasterung, Toranlage und Vorgarten eines ehemaligen Vierseithofes                                                             | Baalsdorfer Anger 48 (Karte)         | 1. Hälfte 19. Jh. (Bauernhaus), 2. Hälfte 19. Jh. (Seitengebäude)               | Wohnhaus Putzfassade mit Krüppelwalmdach, teils mit Bruchstein-Erdgeschoss, original erhaltene Gebäudeteile einer ortstypischen Hofanlage am Ortsausgang, baugeschichtlich und ortsentwicklungsgeschichtlich bedeutsam | 08970216 |
| Weitere Bilder                          | Wohnhaus einer Gärtnerei | Baalsdorfer Straße 61 (Karte)        | 1926–1927 (Wohnhaus)                                                            | Putzfassade mit Walmdach, mit vielen originalen Details erhaltenes Wohnhaus der späten 1920er Jahre, Anklänge an den Art-déco-Stil, baugeschichtlich bedeutsam Handelsgärtner Curt Oppermann erhielt 1902 die Baugenehmigung für erste Gewächshäuser auf dem weitläufigen Grundstück, weitere Anlagen wurden 1913, 1927, 1931 und 1938 sowie 1963 beantragt. Erhalten geblieben auf dem Gärtnereigrundstück ist als letztes bauliches Zeugnis das 1926–1927 entstandene Zweifamilien-Wohnhaus für den oben genannten Gärtnereibesitzer. Entwurf und Bauleitung übernahm Architekt und Baumeister Max Schumann aus Leipzig, die Ausführung lag in den Händen von Oskar Kupfer. Das annähernd auf quadratischem Grundriss errichtete Gebäude mit Putzfassade über Klinkersockel sowie ziegelgedecktem Pyramidendach. Weiterhin charakterisieren Putzstrukturen, Fensterläden und Ornamente im Stil des Art Déco das äußere Erscheinungsbild. Gestalterisch besonders auffallend sind die dreieckigen Kellerfenster und das umlaufende Fensterbankgesims. Ausstattung aus der Erbauungszeit erhalten. LfD/2007 | 08970228 |
|                                         | Einfriedung in Ecklage Baalsdorfer Anger | Baalsdorfer Straße 102 (Karte)       | um 1900 (Einfriedung)                                                           | schöne schmiedeeiserne Einfriedung der Jahrhundertwende, baugeschichtlich bedeutsam | 08970207 |
| Weitere Bilder                          | Wohnhaus | Baalsdorfer Straße 119 (Karte)       | 1903 (Wohnhaus)                                                                 | Putzfassade mit Schwebegiebel, ansprechend gestaltetes Wohnhaus, baugeschichtlich bedeutsam Bauherr, Bauleiter, Ausführender und mit anzunehmender Sicherheit auch der Lieferant des Entwurfes für das Landhaus war Robert Matthes. Der außerordentlich pittoreske, verputzte Ziegelbau entstand 1903 mit jeweils Korridor, Küche, Kammer und drei Stuben in beiden Wohngeschossen. Ein zweiachsiger, nur wenig vorstehender Mittelrisalit mit Zwerchhaus und Freigespärre prägt den kleinen Wohnhausbau inmitten eines Gartengrundstückes an der Chaussee nach Engelsdorf. LfD/2007 | 08970227 |
|                                         | Wohnhaus | Brandiser Straße 48 (Karte)          | um 1860 (Wohnhaus)                                                              | Putzfassade, Krüppelwalmdach, ehemals zusammen mit Haus Nummer 46 gut erhaltenes Ensemble als Beispiel eines kleinen Häusleranwesens am Ortsrand, baugeschichtlich und sozialgeschichtlich von Bedeutung | 08970229 |
| Direkt Bild zu diesem Denkmal hochladen | Wohnhaus (Nr. 55), daran angebautes Seitengebäude, Auszugshaus (Nr. 55a) sowie Scheune eines Bauernhofes                                                         | Brandiser Straße 55; 55a (Karte)     | 1. Hälfte 19. Jh. (Bauernhaus), 2. Hälfte 19. Jh. (Auszugshaus)                 | Wohnhaus verputzter Fachwerkbau mit hohem Krüppelwalmdach, gut erhaltene Hofanlage des 19. Jahrhunderts am Ortseingang, baugeschichtlich bedeutsam | 08970225 |
|                                         | Wohnhaus, Seitengebäude, Auszugshaus und daran angebautes Seitengebäude sowie Torpfeiler eines ehemaligen Vierseithofes                                          | Brandiser Straße 57 (Karte)          | 1. Hälfte 19. Jh. (Bauernhaus), Ende 19. Jh. (Seitengebäude)                    | Auszugshaus verputzter Fachwerkbau mit Lehm-Erdgeschoss, Stallgebäude teils mit Bruchsteinmauerwerk, teils Klinker, mit vielen originalen Bestandteilen erhaltene Hofanlage, baugeschichtlich von Bedeutung, wegen der Nähe zur Kirche besondere ortsbildgestaltende Funktion | 08970224 |
|                                         | Wohnhaus und angrenzendes Seitengebäude eines Bauernhofes | Brandiser Straße 59 (Karte)          | 1. Hälfte 19. Jh. (Bauernhaus)                                                  | Wohnhaus Putzfassade, Krüppelwalmdach, Fachwerk-Obergeschoss verputzt, gut erhaltener Bestandteil der ursprünglichen Ortskernbebauung in unmittelbarer Nähe zur Kirche, ortsbildcharakterisierend, baugeschichtlich von Bedeutung | 08970223 |
| Weitere Bilder                          | Wohnhaus mit Vorgarten und Torpfeiler eines Bauernhofes | Brandiser Straße 65 (Karte)          | 1901–1902 (Bauernhaus), 1902 (Toreinfahrt)                                      | villenartiges Wohnhaus mit historisierender Klinkerfassade, ortsbildprägendes Gebäude mit aufwendiger Fassadengestaltung, baugeschichtlich und ortsentwicklungsgeschichtlich von Bedeutung Der Besitzer des Baalsdorfer Gutes Nummer 22 – Traugott W. Max Seyfert – beauftragte den Baugewerker M. Somieski 1901 mit der Errichtung eines herrschaftlichen Wohnhauses (Landhaus) und 1902 mit dem Bau von Stallgebäuden, eines Wagenschuppens sowie einer Feldscheune. Im Jahr 1904 wurden die Flurstücke 25 und 26 verschmolzen und 1905 ein Scheunenanbau ausgeführt. Das alte, an der östlichen Grundstücksgrenze befindliche Wohnhaus sollte 1934 im Rahmen des Reichsarbeitsbeschaffungsprogramms zwei Kleinwohnungen nach Planungen des Architekten Ernst Riedel erhalten. Denkmalgeschützt ist das verputzte, villenartige Wohnhaus mit seiner aufwändigen Fassadengestaltung, dessen letzte Sanierung in der Mitte der 1990er Jahre datiert sowie die Toreinfahrt nebst Vorgarten. Teile der historischen Ausstattung erhalten. Das Gesamtensemble besitzt mit seiner Lage gegenüber dem Kirchhof mit der Baaldorfer Kirche eine hervorgehobene ortsbildgestaltende Funktion sowie als eines der größten Bauerngüter in Baalsdorf ortsgeschichtlichen Wert. LfD/2011 | 08970222 |
| Weitere Bilder                          | Wohnhaus, zwei Seitengebäude, Scheune, Toranlage und Hofpflasterung sowie Vorgarten eines Vierseithofes                                                          | Brandiser Straße 69 (Karte)          | bezeichnet 1882 (Bauernhaus), Ende 19. Jh. (Scheune)                            | Wohnhaus Bruchsteinsockel, Putzfassade, Satteldach, stattliche Hofanlage im Ortskern, Dokument der historischen Strukturen, baugeschichtlich von Wert | 08970221 |
| Weitere Bilder                          | Wohnhaus mit Vorgarten | Brandiser Straße 75 (Karte)          | um 1880 (Wohnhaus)                                                              | zeittypisch gestaltete Putzfassade, das Haus baugeschichtlich und ortsentwicklungsgeschichtlich bedeutsam | 08970220 |
| Weitere Bilder                          | Wohnhaus, anschließendes Seitengebäude, weiteres Seitengebäude, Scheune, Vorgarten, Hofmauer, Toranlage sowie Hofpflaster eines Dreiseithofes                    | Brandiser Straße 77 (Karte)          | 1879 (Bauernhaus), 1879 (Seitengebäude), ab 1885 (Scheune)                      | Wohnhaus Putzfassade, ortstypische Hofanlage am Dorfanger, ortsbildgestaltend, baugeschichtlich als Bestandteil der historischen Ortskernbebauung von Bedeutung | 08970219 |
| Weitere Bilder                          | Wohnhaus, daran angebautes Seitengebäude, Scheune, weiteres Seitengebäude, Hofpflasterung, Toranlage und Vorgarten eines Bauernhofes                             | Brandiser Straße 79 (Karte)          | 19. Jh. (Bauernhaus), bezeichnet 1896 (Scheune)                                 | Wohnhaus Putzfassade, Scheune Klinker, Seitengebäude eingeschossiger Lehmbau, gut erhaltener stattlicher Vierseithof im alten Dorfkern, ortsentwicklungsgeschichtlich und baugeschichtlich bedeutsam | 08970218 |
| Weitere Bilder                          | Wohnhaus eines Bauernhofes | Brandiser Straße 91 (Karte)          | 19. Jh. (Wohnhaus)                                                              | vorderer Teil eines langgestreckten Gebäudes, Bruchsteinsockel, Putzfassade, letzter unveränderter Bestandteil eines kleinen Anwesens am Ortsausgang in städtebaulich wichtiger Lage, ortsentwicklungsgeschichtlich von Bedeutung | 08970217 |
| Weitere Bilder                          | Apelstein Nr. 28 (V) | Kurt-Hänselmann-Weg 27 (bei) (Karte) | bezeichnet 1863 (Gedenkstein)                                                   | in Ecklage Apelsteinweg, Gedenkstein zur Erinnerung an die Kämpfe der Völkerschlacht bei Leipzig 1813, 65.000 Mann unter dem russischen General Bennigsen gegen Franzosen unter Marschall Macdonald, 1998 von der Baalsdorfer Straße versetzt, Geschichtszeugnis, Dokumentationswert | 08970324 |
|                                         | Gasthof mit Saal-Anbau | Mittelweg 1 (Karte)                  | 19. Jh. (Gasthof), 1903 (Saal)                                                  | markante Baugruppe, Ballsaal im Jugendstil, von ortsgeschichtlicher und bauhistorischer Bedeutung, städtebaulich unverzichtbarer Akzent im alten Ortskern | 08970215 |
| Weitere Bilder                          | Kantorat und Kirchschule | Mittelweg 2 (Karte)                  | 1858–1859 (Kantorat)                                                            | Putzfassade, am Baalsdorfer Anger, westlicher der Dorfkirche am Kirchhof, baugeschichtliche und sozialgeschichtliche Bedeutung, Erinnerungswert, Bedeutung für die Volksbildung | 09301685 |

## Ehemalige Kulturdenkmale
| Bild                                    | Bezeichnung                  | Lage                        | Datierung         | Beschreibung                                                                          | ID       |
| --------------------------------------- | ---------------------------- | --------------------------- | ----------------- | ------------------------------------------------------------------------------------- | -------- |
| Direkt Bild zu diesem Denkmal hochladen | Villa [nicht mehr vorhanden] | Brandiser Straße 36 (Karte) | 1910/1920 (Villa) | Villa (Putzfassade); stattlicher Bau mit Balustrade und vielgliedriger Dachlandschaft | 08970385 |